# Przeciwciało heteroklityczne
Przeciwciało heteroklityczne to takie przeciwciało, które powstało w wyniku immunizacji danym antygenem, ale które wykazuje wyższe powinowactwo (patrz: przeciwciało) do innego antygenu. Ten inny antygen może być w ogóle nie spokrewniony lub jedynie słabo spokrewniony z antygenem użytym do immunizacji. Przykładowo, immunizacja zwierząt laboratoryjnych 2,4-dinitrofenolem (DNP) powoduje wytworzenie przeciwciał regujących zarówno z DNP, jak i z menadionem. Mimo że w większości przypadków przeciwciała heteroklityczne opisano w odpowiedzi na hapteny, to znane są także przypadki przeciwciał heteroklitycznych skierowanych przeciwko białkom.
Produkcja przeciwciał heteroklitycznych może mieć podstawy genetyczne, co opisano u myszy: niektóre szczepy w odpowiedzi na jedną z pochodnych (4-hydroksy-3-nitrofenylo)octanu produkują tylko przeciwciała zdolne do wiązania tej jednej pochodnej, inne szczepy natomiast produkują przeciwciała zdolne do wiązania innych pochodznych.
W reakcji na antygeny nowotworowe i bakteryjne odpowiedź heteroklitczna może być istotna, ponieważ może świadczyć o szerokiej aktywacji układu odpornościowego.